# 발레아그리콜라
발레아그리콜라(이탈리아어: Valle Agricola)는 이탈리아 캄파니아주 카세르타도에 있는 코무네이다.
나폴리로부터 북쪽으로 60km 카세르타로부터 북쪽 40km에 위치한다.